# Liste der Naturdenkmale in Winnweiler
Die Liste der Naturdenkmale in Winnweiler nennt die im Gemeindegebiet von Winnweiler ausgewiesenen Naturdenkmale (Stand 28. März 2024).

## Naturdenkmale
| Nr.         | Bezeichnung        | Lage                                                               | Beschreibung                                                                                              | Bild                                    |
| ----------- | ------------------ | ------------------------------------------------------------------ | --- | --------------------------------------- |
| ND-7333-004 | Hochsteiner Kreuz  | Hochstein, nördlich des Ortes; Abteilung Auf der Halde Lage        | Felsenformation mit angrenzender Steppenheide- und Trockenwaldflora; flächenhaftes Naturdenkmal           | Direkt Bild zu diesem Denkmal hochladen |
| ND-7333-005 | Kahlheckerhof-Flur | Hochstein, westlich des Ortes und nördlich des Kahlheckerhofs Lage | porphyritfelsiger Boden mit zahlreichen Kuhschellen (Pulsatilla sp.); flächenhaftes Naturdenkmal, 0,76 ha | Direkt Bild zu diesem Denkmal hochladen |
| ND-7333-048 | Eiche              | Winnweiler, westlich der Stadt; Abteilung Am Rauhen Weg Lage       | Quercus sp.; vor 1700 gekeimt, 3,6 m Umfang                                                               | Direkt Bild zu diesem Denkmal hochladen |

## Ehemalige Naturdenkmale
| Nr. | Bezeichnung     | Lage                                                   | Beschreibung                                             | Bild                                    |
| --- | --------------- | ------------------------------------------------------ | -------------------------------------------------------- | --------------------------------------- |
|     | Hinterbrünnchen | Hochstein, nördlich des Ortes; Flur Brunnenwiesen Lage | gefasste Quelle mit Obelisk; Rechtsverordnung aufgehoben | Direkt Bild zu diesem Denkmal hochladen |